# Автономный университет Герреро
Автоно́мный университе́т Герре́ро (исп. Universidad Autónoma de Guerrero, сокращённо UAG или UAGro) — государственное учебное заведение среднего и высшего образования с главным кампусом в городе Чильпансинго-де-лос-Браво, штат Герреро, Мексика. Его филиалы расположены в таких городах, как Акапулько, Таско, Игуала, Тистла, Ометепек, Текпан-де-Галеана и Сьюдад-Альтамирано.
Согласно энциклопедии «Британника», университет является одним из крупнейших работодателей в сфере услуг на территории штата Герреро, а также от него и других государственных учреждений почти полностью зависит экономика города Чильпансинго.
У Автономного университета Герреро есть футбольный клуб «Орлы UAGro» (исп. Águilas UAGro; полное название — Club Deportivo Águilas de la Universidad Autónoma de Guerrero).

## История
30 марта 1960 года был опубликован указ о создании Университета Герреро. Закон, который определял, какие факультеты и школы войдут в его состав, был обнародован 22 июня того же года. Одним из требований протестующих в ходе студенческо-народного движения 1960 года в Чильпансинго была независимость университета. Движение, возглавляемое студенческим лидером Хесусом Араухо Эрнандесом, вылилось во всеобщую забастовку 21 октября 1960 года и большую демонстрацию 20 ноября. Власти попытались подавить его, убив почти два десятка студентов и сочувствующих; после скандала пришлось пойти на уступки. В 1963 году, через некоторое время после смены правительства штата был установлен автономный режим университета.

## Известные выпускники
- Альфонсо Портильо — политик, президент Гватемалы в 2000—2004 годах
- Рене Хуарес Сиснерос[англ.] — экономист и политик, губернатор штата Герреро в 1999—2005 годах